# Criza anglofonă din Camerun
Criza anglofonă (în franceză Crise anglophone), cunoscut și sub denumirea de Războiul Ambazoniei sau Războiul civil Camerunez, este un conflict în curs între grupurile militante ambazoniene și guvernul camerunez din regiunile de nord-vest și sud-vest ale Camerunului, parte a problemei anglofone de lungă durată. În urma suprimării protestelor din 2016-2017 de către autoritățile cameruneze, separatiștii ambazonieni din regiunile anglofone (cunoscute anterior sub de denumirea de Camerunul de Sud ) au lansat o campanie de gherilă împotriva Forțelor Armate din Camerun, iar mai târziu au proclamat unilateral independența. În Noiembrie 2017, guvernul Camerunului a declarat război separatiștilor și și-a trimis armata în regiunile anglofone.
Începând ca o insurgență la scară redusă, conflictul s-a extins în majoritatea regiunilor anglofone în decurs de un an. Până în vara lui 2019, guvernul a controlat marile orașe și părți ale zonei rurale, în timp ce naționaliștii ambazonieni dețineau părți ale zonei rurale și au apărut în mod regulat în marile orașe. Mii de oameni au fost uciși în război, iar peste jumătate de milion au fost forțați să-și părăsească casele. Guvernul camerunez este susținut de administrația Buhari din Nigeria, în timp ce măcar un grup ambazonian este aliat cu separatiștii din Biafra.
Discuțiile mediate de Elveția în 2019 au eșuat în cele din urmă, iar criza de conducere ambazoniană a complicat orice proces diplomatic. Liderii separatiști care au fost extrădați din Nigeria în 2018 au fost în 2019 condamnați pe viață de un tribunal militar. Confruntat cu presiunile internaționale crescânde pentru o încetare a focului la nivel mondial, în Iulie 2020, Camerun a început să negocieze cu acești lideri întemnițați. Discuțiile au avut loc între Sisiku Julius Ayuk Tabe și alți lideri închiși și reprezentanți ai guvernului camerunez. Discuțiile au subliniat o serie de condiții pentru ca guvernul camerunez să accepte faptul că Ayuk Tabe a spus că va crea un „mediu favorabil” pentru ca negocieri substanțiale să aibă loc. Aceste discuții au eșuat în cele din urmă și luptele au continuat.